# Yolanda Barcina
Yolanda Barcina Angulo (Burgos, 4 de abril de 1960) es una política española, presidenta del Gobierno de Navarra entre 2011 y 2015 y alcaldesa de Pamplona entre 1999 y 2011 por Unión del Pueblo Navarro (UPN), y presidenta de dicho partido desde 2009 hasta 2015.

## Biografía
Nacida en Burgos, es hija única de María Dolores Angulo (1932-2018), maestra y natural de Vizcaya, y José Barcina (1930-2005), agricultor y empresario burgalés. Siendo niña sus padres se trasladaron a vivir a Portugalete (Vizcaya), donde transcurrió su infancia hasta los 18 años, cuando se trasladó a Navarra a estudiar la carrera de Farmacia en la Universidad de Navarra. Se doctoró en 1984 con una tesis que fue premio extraordinario.
En 1988 obtuvo una plaza de profesora titular en la Universidad Autónoma de Barcelona. En 1990 se trasladó a la Universidad del País Vasco, donde fue vicedecana de la Facultad de Farmacia. En 1991 se incorporó al departamento de Tecnología de Alimentos de la Universidad Pública de Navarra y en 1993 obtuvo la cátedra de Nutrición y Bromatología en dicha universidad. Desde 1995 hasta 1996 fue vicerrectora de Gestión Académica de la misma y actualmente forma parte de su Consejo Social.

## Trayectoria política
En 1996 se incorporó como independiente a la Consejería de Medio Ambiente, Vivienda y Ordenación del Territorio del primer Gobierno de Navarra presidido por Miguel Sanz (UPN), convirtiéndose en la primera mujer que ha formado parte del Gobierno de Navarra.
En 1999 fue designada para encabezar la candidatura de UPN al Ayuntamiento de Pamplona, convirtiéndose en junio de dicho año en la primera mujer en la historia en alcanzar la alcaldía de Pamplona. En 2000 se afilió a UPN y en su VI Congreso, celebrado en febrero de 2001, fue elegida miembro de su comité ejecutivo. Fue nuevamente cabeza de lista por esta formación en las elecciones de 2003 y 2007, consiguiendo ser investida alcaldesa, tras sendas citas electorales, en tres legislaturas consecutivas.
La trayectoria municipal de Yolanda Barcina en la alcaldía se caracterizó por la transformación urbanística de la ciudad. Entre las mayores inversiones realizadas destacaron el impulso a la peatonalización de las avenidas Carlos III y Roncesvalles y las calles Iturralde y Suit; la continuación de la reurbanización del casco histórico de la ciudad, creando un gran espacio exclusivamente peatonal en la Plaza del Castillo, al dotarla de un aparcamiento subterráneo; y la inversión en cultura y en educación, multiplicando el número de plazas en escuelas infantiles y creando una red de centros culturales (Civivox). Además, durante su mandato se construyó el Palacio de Congresos y Auditorio Baluarte y la nueva estación de autobuses subterránea en pleno centro de la ciudad. Pamplona fue reconocida en este tiempo como una de las ciudades con mayor calidad de vida, según un estudio de la Organización de Consumidores y Usuarios (OCU).
No obstante su actividad ha sido duramente criticada por todos los grupos de la oposición, siendo acusada de sectarismo y de haber gobernado solo en favor de sus votantes, así como de discriminación de todo lo referente al vasquismo o al euskera. Algunas de las polémicas más mediáticas han sido la situación urbanística de un ático de su propiedad, la destrucción de los restos arqueológicos en la Plaza del Castillo, el nunca terminado Museo de los Sanfermines, la no remoción del jefe de Policía Municipal que fue reprobado por la mayoría política del Ayuntamiento, su actitud frente a las peñas sanfermineras, favorecer los intereses privados de El Corte Inglés en contra del pequeño comercio local, percibir grandes dietas y obsequios valiosos de instituciones públicas (Caja Navarra), que nada más ocupar el cargo de presidenta foral subiera su sueldo mientras predicaba austeridad o que una de las numerosas propiedades inmobiliarias que ha acumulado en estos años de dedicación política, sita en Cantabria y valorada en dos millones de euros, se mostrara en un programa televisivo de casa lujosas.
El 19 de abril de 2009 fue elegida presidenta de Unión del Pueblo Navarro con el 89% de los votos, en sustitución de Miguel Sanz. En las elecciones al Parlamento de Navarra de 2011 encabezó la candidatura de su partido al Parlamento de Navarra, que obtuvo 19 de los 50 escaños, siendo el más votado de Navarra. Sin embargo, tuvo que pactar su investidura con el Partido Socialista de Navarra (PSN), lo que fue ratificado por ambas organizaciones el 18 de junio de 2011. El 23 de junio fue investida presidenta del Gobierno de Navarra con los votos de dichos grupos, y el 1 de julio de 2011 tomó posesión de dicho cargo, convirtiéndose en la primera mujer que ocupa la presidencia del Gobierno de Navarra. Apenas un año después, Yolanda Barcina destituyó al vicepresidente Roberto Jiménez (secretario general del PSN), acusándole de «comportamiento desleal» por haber denunciado un déficit en las cuentas públicas; lo que provocó el paso a la oposición del PSN.
En el IX Congreso de UPN, celebrado el 17 de marzo de 2013, Barcina se impuso a Alberto Catalán como presidenta del partido regionalista en una disputada votación interna en la que obtuvo el 51,7% de los votos.
En enero de 2013 la Asociación Kontuz denunció el cobro de cuantiosas dietas por parte de los presidentes de la Comisión Permanente de la Junta de Entidades Fundadoras de Caja Navarra, Miguel Sanz y Yolanda Barcina, durante el tiempo que ocuparon el cargo de presidentes del Gobierno de Navarra. Barcina llegó a recibir, en un mismo día en el que hubo dos reuniones, 3434 euros en dietas. Difundido el escándalo por los medios de comunicación, Barcina y Sanz aseguraron que devolverían parte de las dietas cobradas. La cantidad que Barcina afirmó que devolvería sería de 68 500 euros.
Como consecuencia de este escándalo, el 11 de marzo de 2013 el Parlamento de Navarra aprobó una declaración en la que se pedía la dimisión de Yolanda Barcina. En junio de 2013 la juez de instrucción del llamado 'Caso Caja Navarra' consideró que existían «indicios de la comisión de un presunto delito de cohecho» por parte de Barcina, elevando la causa al Tribunal Supremo por ser aforada. Finalmente la causa fue archivada por dicho tribunal, que consideró que los hechos no eran constitutivos de delito.
El 13 de marzo de 2014, el Parlamento de Navarra volvió a pedir la dimisión de Yolanda Barcina y el adelanto de elecciones, junto con la dimisión de la consejera de Economía y vicepresidenta primera Lourdes Goicoechea, como consecuencia del dictamen de la comisión de investigación sobre las irregularidades en Hacienda, denunciadas por su exdirectora Idoia Nieves, que implicaban a la consejera.
El 10 de noviembre de 2014 anunció que no se iba a presentar a la reelección en los comicios forales. El 27 de agosto de 2015 presentó al Comité Ejecutivo de UPN su dimisión como presidenta a pesar de que su mandato concluía en 2017. La presidencia en funciones fue asumida por el vicepresidente Antonio Sola con la misión de convocar una asamblea del partido para elegir a la persona que liderará el partido en su nueva etapa. Barcina se reincorporó a la Universidad Pública de Navarra.
El 14 de octubre de 2015 fue nombrada consejera independiente de Movistar+.
El 16 de febrero de 2017 tomó posesión de la Medalla número 31 de la Real Academia Nacional de Farmacia.

## Familia
Hasta 2010, y durante 21 años, fue esposa del arquitecto santanderino José Virgilio Vallejo, con quien tuvo un hijo adoptado en Bolivia. El 26 de diciembre de 2016 contrajo matrimonio con Manuel Pizarro.